# Peter Harboe Castberg
Peter Harboe Castberg, född 2 oktober 1844 i Larvik, död 18 november 1926, var en norsk bankman och publicist. Han var bror till Oscar Castberg och kusin till Johan Castberg.
Castberg var en av de första norrmän, som påpekade Rysslands expansionssträvanden mot Skandinavien. 1886 föreslog han i en artikel anläggandet av en stark svensk fästning i Norrland. Castberg utgav ett uppmärksammat ekonomiskt arbete, Production (1906).